# فرانك طومسون
فرانك طومسون (بالإنجليزية: Frank Thompson)‏ هو لاعب كرة قدم أمريكية أمريكي، ولد في 21 أبريل 1886 في رالي في الولايات المتحدة، وتوفي في 13 سبتمبر 1918 في Saint-Mihiel ‏ في فرنسا.